# Estación Darío Santillán y Maximiliano Kosteki

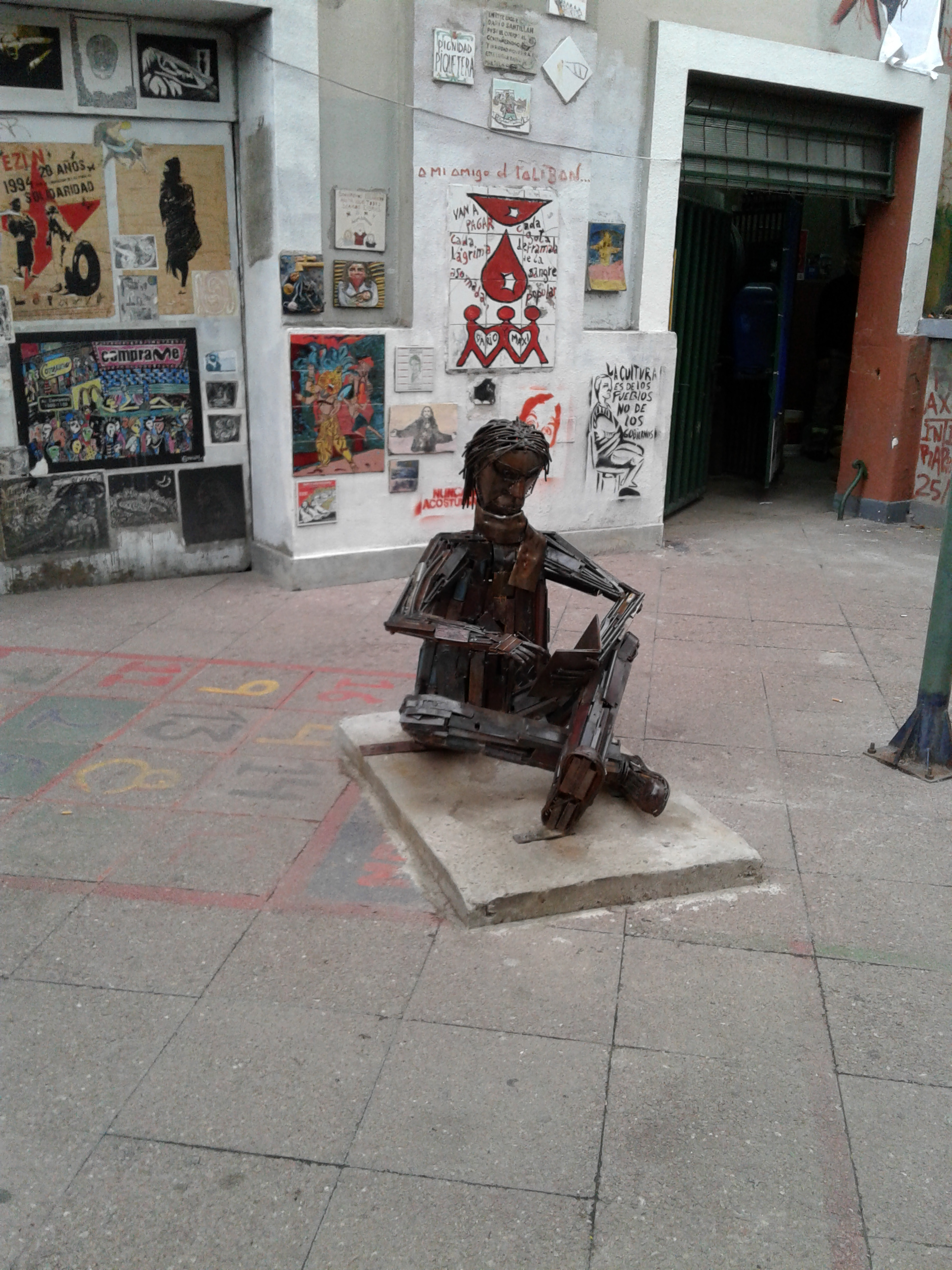
Escultura realizada con desechos reciclados de metal. La figura corresponde a Maximiliano Kosteki, militante asesinado por la policía en una protesta social durante 2002 en Argentina. Estación Darío Santillán y Maximiliano Kosteki. Avellaneda, Buenos Aires, Argentina.

La estación Darío Santillán y Maximiliano Kosteki, anteriormente llamada Avellaneda, es una estación ferroviaria del Ferrocarril General Roca ubicada en el límite entre las ciudades argentinas de Avellaneda y Piñeyro, partido de Avellaneda, Gran Buenos Aires, Argentina.

## Servicios
Es un centro de transferencia intermedio del servicio eléctrico metropolitano de trenes que se presta entre las estaciones Plaza Constitución, Glew, Alejandro Korn, Ezeiza, La Plata y Bosques (vías Quilmes y Temperley).

## Ubicación e infraestructura
Se encuentra a alto nivel respecto a la calle, justo antes al cruce mediante puente de la Avenida Hipólito Yrigoyen -ex Pavón- en sentido ascendente. Se accede a los andenes mediante un túnel.
Posee cuatro andenes elevados para servicios electrificados, de los cuales dos de ellos son provisorios construidos en madera para los servicios a Bosques y La Plata. A 2022 se ha realizado la licitación para la construcción de los dos andenes elevados que sustituirán a los provisorios, así como la renovación integral de la estación y su entorno y accesos. Finalmente, en agosto de 2024 se han reanudado las obras para la mejora definitiva de dicho sector de la estación, incluida la elevación de los andenes.

## Hitos urbanos
- Estadio del Club Atlético Independiente
- Estadio del Racing Club
- Puente Bosch
- Barrio Mariano Moreno

## Historia y Toponimia

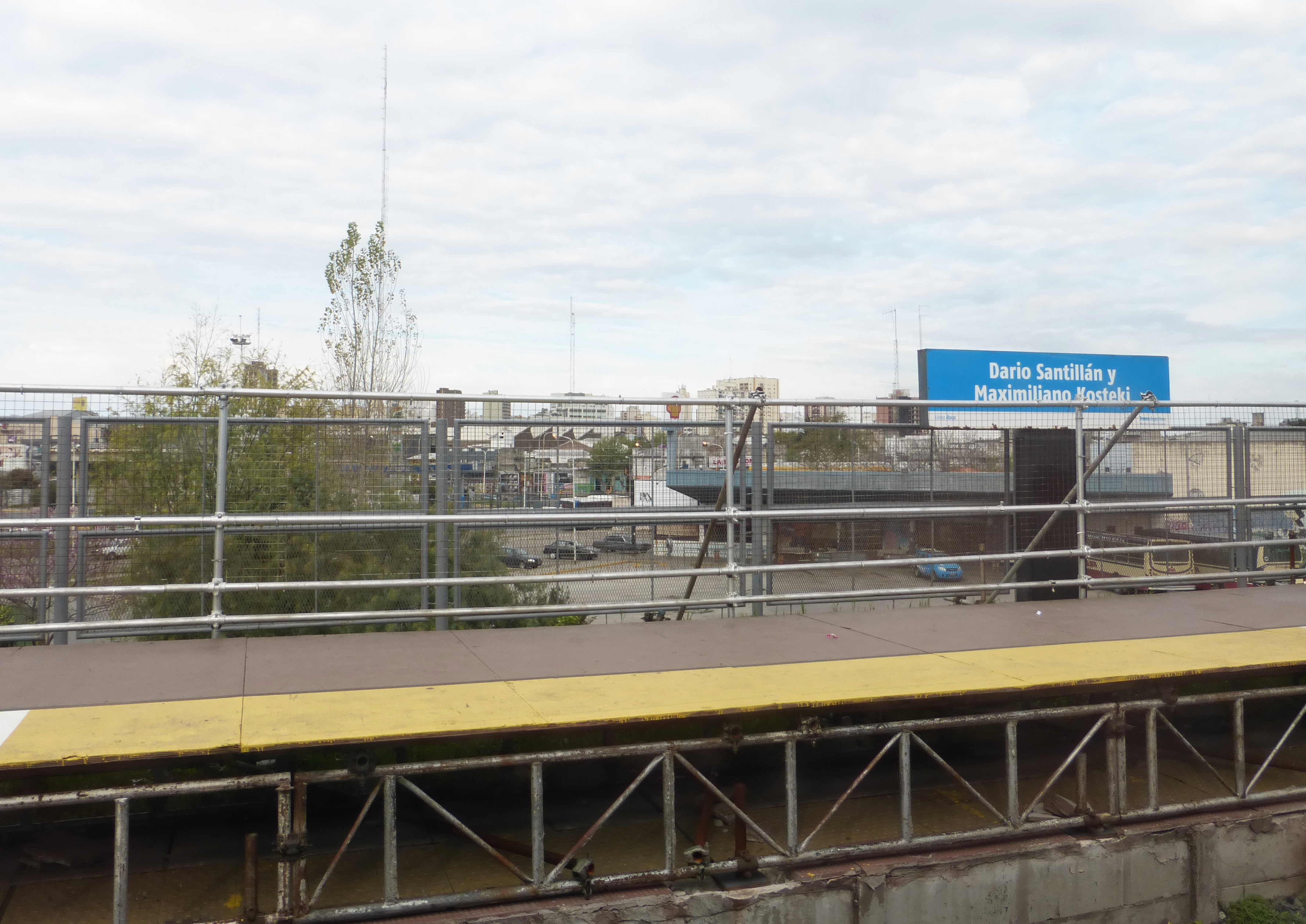
Imagen de la estación con su nueva denominación.

Su nombre original era Barracas al Sud. Se renombró definitivamente Avellaneda, en 1904, y como parte de los trabajos de electrificación de la línea en 1984, el edificio originario de la estación fue demolido.
En el año 2002, en el marco de protestas sociales por la delicada situación socioeconómica que vivía el país, se produjo el 26 de junio una movilización en el entorno de la estación con subsiguiente represión policial, en la que los manifestantes Darío Santillán y Maximiliano Kosteki fueron asesinados por policías en el hall de acceso a la estación, crimen que se hizo tristemente famoso en el país e internacionalmente.  
Como resultado de la conmoción, los carteles nomencladores fueron repintados por militantes sociales, con el nombre de "Darío y Maxi" en recuerdo a los dos piqueteros asesinados. Además actualmente el hall de la exestación Avellaneda está repleta de murales conmemorativos a los jóvenes muertos por la represión policial.
Mediante la Ley 26.900 (Expediente 1500-D-2012), promulgada el 3 de diciembre de 2013, pasó a denominarse legalmente Darío Santillán y Maximiliano Kosteki:

"ARTÍCULO 1° — Desígnase con el nombre de “Darío Santillán y Maximiliano Kosteki”, a la estación de Avellaneda del ferrocarril línea General Roca".

## Diagrama
| Plataforma Este    | |
| Vía 1              | Trenes a La Plata provenientes de Constitución (próxima Sarandí) Trenes a Bosques provenientes de Constitución vía Quilmes (próxima Sarandí) Trenes a Bosques provenientes de Constitución vía Temperley (próxima Lanús)                  |
| Vía 2              | Trenes a Constitución provenientes de La Plata (próxima Constitución) Trenes a Constitución provenientes de Bosques vía Quilmes (próxima Constitución) Trenes a Constitución provenientes de Bosques vía Temperley (próxima Constitución) |
| Plataforma central | |
| Vía 3              | Trenes a Glew provenientes de Constitución (próxima Gerli) Trenes a Korn provenientes de Constitución (próxima Gerli) Trenes a Ezeiza provenientes de Constitución (próxima Gerli)                                                        |
| Vía 4              | Trenes a Constitución provenientes de Glew (próxima Hipólito Yrigoyen) Trenes a Constitución provenientes de Korn (próxima Hipólito Yrigoyen) Trenes a Constitución provenientes de Ezeiza (próxima Hipólito Yrigoyen)                    |
| Plataforma Oeste   | |